# Klaus Dreyer
Klaus Dreyer, in Israel Jaʿaqov Dror (hebräisch יַעֲקֹב דְּרוֹר Jaʿaqov Drōr; * 25. Juni 1909 in Köln; † März 1999 in Ramat Gan) war ein deutsch-israelischer Arbeitsmediziner. In Deutschland ausgebildet, wurde ihm als Jude nach 1933 infolge der NS-Gesetzgebung die Approbation verweigert. Er wanderte 1936 ins Mandatsgebiet Palästina aus (Alija) und arbeitete ab 1942 für die Hagana und die Palmach. Nach dem Ende des israelischen Unabhängigkeitskrieges und nach weiteren Studien wurde er später Professor für Arbeitsmedizin an der Universität Tel Aviv.

## Herkunft
Klaus Dreyer war der Sohn des Dermatologen und Urologen Dr. Albert Dreyer (* 15. August 1868 in Verl – † 9. April 1934 in Köln) und dessen Ehefrau Hanna (* 22. Juni 1877 in Köln – † 21. Mai 1967 in Ramat Gan), der Tochter des Augenarztes und Sanitätsrats Dr. med. Julius Samelsohn, der zu den Gründern der Augenheilanstalt für Arme in Köln (der Vorgängerin der späteren Universitäts-Augenklinik) zählt. Albert Dreyer war am 16. September 1906 in Stuttgart Mitglied der konstituierende Versammlung der Deutschen Gesellschaft für Urologie.
Neben Klaus hatte das Ehepaar Albert und Hanna Dreyer noch einen weiteren Sohn: Fritz (* 8. Juni 1912 in Köln). Beide Brüder waren Hockeyspieler beim Köln-Marienburger Sportclub. „Für 1935 wird Fritz Dreyer als Spieler des jüdischen Hockeyclubs Hakoah Köln genannt und darüber hinaus nach einem Turnier in Hamburg als Mitglied der deutschen jüdischen Nationalmannschaft.“ Fritz Dreyer habe vom 2.–7. April 1935 an der 2. Makkabiade in Tel Aviv teilgenommen und später zu den Gründungsmitgliedern des Vereins Bar Kochba Haifa, dessen Hockeyabteilung er geleitet habe, gehört. Klaus Dreyer schreibt, dass sein Bruder im Januar 1936 nach Palästina und Anfang der 1950er Jahre mit seiner Familie in die USA ausgewandert sei.

## Ausbildung
Nach dem Abitur studierte Klaus Dreyer in Freiburg im Breisgau, München, Bonn und Köln Medizin. 1932 legte er an der Universität zu Köln das Examen ab und wurde mit einer Arbeit „Über den Einfluss dreijähriger sportlicher Tätigkeit auf den Organismus des Jugendlichen“ promoviert. Er konnte danach als Medizinalpraktikant in der Universitätsklinik arbeiten, doch nach der Machtergreifung wurde ihm 1934 die Approbation verweigert. Dreyer absolvierte daraufhin Praktika bei verschiedenen Ärzten sowie im Jüdischen Krankenhaus in Köln.
In seinem Leben scheint bis zu diesem Zeitpunkt die Religion keine große Rolle gespielt zu haben. Er betrachtete sich als Deutscher Bürger jüdischen Glaubens und lehnte eine Lösung der Judenfrage außerhalb Deutschlands ab.
Dreyer gehörte 1920 zu den Gründungsmitgliedern eines Sportclubs, vermutlich des oben schon erwähnten Köln-Marienburger Sportclubs. Den Ausschluss aus diesem Sportclub bezeichnete er als sein größtes Trauma, das ihm 1933 widerfahren sei. Wie sein Bruder wurde auch er Mitglied des jüdischen Sportclubs HaKoah Köln und engagierte sich hier als Trainer. HaKoah Köln bezeichnet er selber als zionistischen Sportclub, stellt aber klar: „Vom Zionismus, den ich zeitlebens bekämpft hatte, war noch nicht die Rede.“ Gleichwohl spricht er nur wenige Zeilen weiter davon, dass er im Umfeld dieses Sportclubs und seiner intensiven Mitarbeit dort angefangen habe, Interesse für den Zionismus zu entwickeln. „Ich las und lernte über Judentum und Religion, fing auch mit dem Erlernen der hebräischen Sprache an.“ Bereits Anfang der 1980er Jahre hatte er bekannt: „Das Jahr 1933 wandelte mich auf Grund meiner Erfahrungen bei der Arbeit, im Sport und im täglichen Leben von einem ‚selbstbewußten deutschen Juden‘ zu einem gläubigen Anhänger der zionistischen Idee.“ Offen bleibt, wo die Differenzen zwischen ihm als „gläubigem Anhänger der zionistischen Idee“ und dem Zionismus verliefen, den er vorgab, zeitlebens bekämpft zu haben.
Anfang April 1934 starb Dreyers schwerkranker Vater, und er nahm eine Stelle als Sportlehrer für den Sportklub Bar Kochba in Memel an und leitete auch ein Ferienlager des litauischen Makkabi in Schwarzort, dem heutigen Juodkrantė. Er nutzte diese Zeit zur Vertiefung seines Wissens über den Zionismus und das Erlernen des Jiddischen. Auf der Suche nach einer weiteren Tätigkeit als Sportlehrer lernte er in Berlin Hans Beyth kennen. Dieser stellte den Kontakt zu Hugo Rosenthal her, was zu Dreyers Anstellung als Sportlehrer am Jüdischen Landschulheim Herrlingen führte.

## Jüdisches Landschulheim Herrlingen
Dreyer war 1934 vor allem als Sportlehrer angestellt worden, doch voll in die erzieherische Arbeit der Schule außerhalb seines Unterrichts eingebunden. „Das bedeutete, daß ich, zusätzlich zu meiner »Fach«-aufgabe als Sportlehrer, die Mitverantwortung für die erzieherische Führung des »Bubenhauses«, in dem ich auch wohnte, (während meiner Zeit in Herrlingen in »Ramban Haus« umgetauft) zu übernehmen hatte.“ Er konnte sich dabei auf seine Erfahrungen „im Turnen und Sport in Schulen und Sportvereinen als Schüler, Vorturner, freiwilliger Trainer und Leiter von Sommerlagern“ stützen.
Aufgrund seiner fehlenden Approbation konnte Dreyer im Landschulheim, außer bei gelegentlichen Erste-Hilfe-Leistungen, nicht als Mediziner tätig werden. Somit war Herrlingen nicht für seine berufliche Weiterentwicklung von Bedeutung, sondern für seine religiös-weltanschauliche. Die Zeit dort war für ihn eine „wichtige erzieherische Station auf dem Wege nach Erez Israel“, verhalf ihm zu einem besseren „Verständnis des Jude-sein“ und führte zu einer Vertiefung seines Verhältnisses „zum Judentum, Volk und Religion und zum Zionismus“. Ein „Beiprodukt“ war zudem die Vertiefung seiner Kenntnisse der hebräischen Sprache.

„Für mich besteht kein Zweifel, daß Hugo Rosenthals Einfluß, zusammen mit dem Leben in der Herrlinger Gemeinschaft, meine persönliche Entwicklung und meinen Weg in Israel maßgebend beeinflußt hat.“

Anfang 1936 kam Klaus Dreyer in Kontakt zum jüdischen Pfadfinderbund Makkabi haZaʿir. Ihm wurde die Führung einer Jugendalijah-Gruppe angeboten, und nach zwei Vorbereitungslagern wanderte er Mitte 1936 zusammen mit 30 Jugendlichen und einer weiteren „Führerin“ nach Palästina aus.

## Exkurs: Ilse Wachsmann
Die zuvor erwähnte „Führerin“ bleibt bei Dreyer stets namenlos, obwohl er mit ihr später auch verheiratet war und sie einen gemeinsamen Sohn hatten, Michael Dror-Dreyer (* 1940). In seinem umfangreichen Buch über die Anfänge von Naharija geht Klaus Kreppel ausführlicher auf diese Beziehung zwischen Klaus Dreyer und Ilse („Ille“) Wachsmann (* 1915 im oberschlesischen Zabrze (Hindenburg)) ein und beschreibt deren exemplarischen Charakter:

„Vorausgegangen war eine biographisch-politische Odyssee durch das nationalsozialistische Deutschland und das britische Mandatsgebiet Palästina. Auch durch ihre beruflichen Umschichtungen im späteren Israel, durch persönliche Trennungen und familiäre Umorientierungen verkörpern Klaus und Ille Dreyer ein Emigrantenschicksal, das erst spät zur inneren Ausgeglichenheit und Ruhe fand. Sie stehen damit exemplarisch für das Scheitern und Neubeginnen und für das Verbleiben in Israel, allerdings unter Inkaufnahme einer hohen Flexibilität und Mobilität.“

Ilse Wachsmann hatte 1934 nach ihrem Abitur ein Praktikum als Kinderpflegerin in dem von Sophie Sondhelm geleiteten jüdischen Kinderheim in Bad Kreuznach absolviert. Im Anschluss daran kam sie ebenfalls über den Makkabi HaZaʿir nach Alt Karbe, wo sie zusammen mit Klaus Dreyer als Gruppenführerin (Madrich/Madricha) ausgebildet wurde. Danach gingen die beiden zusammen mit einer Gruppe nach Palästina.
1937 heirateten Klaus Dreyer und Ilse Wachsmann und zogen nach Naharija, wo 1940 Sohn Michael („Mol“) geboren wurde. Wie ihr Mann musste auch Ilse Dreyer Zusatzarbeiten annehmen, da die Farm nicht genug abwarf (siehe unten). Sie betreute Kinder und arbeitete als Haushaltshilfe, unter anderem auch für die nach Palästina ausgewanderten Eltern von Kurt Weill und dessen Bruder Nathan.
Die Ehe von Klaus und Ilse Dreyer wurde Anfang der 1940er Jahre geschieden. Sie heiratete später einen anderen Siedler aus Naharija, Justus Meyer, mit dem zusammen sie den Sohn Michael aufzog. Klaus Dreyer habe sich aber weiterhin um die Entwicklung seines Sohnes gekümmert. Ilse Meyer ließ sich zur Kindergärtnerin ausbilden und übernahm später die Leitung des WIZO-Kindergartens von Naharija. Sie wurde außerdem für ihr pädagogisches und therapeutisches Puppenspiel bekannt und ausgezeichnet. In dritter Ehe war sie mit dem Tierarzt Erich Arie Dayan verheiratet.

## Palästina und Israel
Anfang Juli 1936 kamen Dreyer und seine Begleitung im Kibbuz Ramat David (südöstlich von Haifa, nahe Nazareth) (Lage) an, wo sie auf zwei Kvuzot verteilt wurden. Klaus Dreyer lebte und arbeitete sich hier ein, hatte schwere körperliche Arbeiten zu erfüllen, fühlte sich aber wohl. Allmählich erledigte sich jedoch seine Funktion als Führer einer aus Deutschland herübergebrachten Gruppe, und zugleich war Ilse Wachsmann nur bereit, ihn zu heiraten, wenn er bereit wäre den Kibbuz zu verlassen. Diese Eheschließung erfolgte 1937; ihr folgte der Versuch, sich eine neue Existenz als Landwirt aufzubauen.
Dreyer erkundete vom Februar 1937 an mehrere Möglichkeiten und begegnete dabei Richard Strauss, einem Freund aus Herrlingen. Der lebte bereits in Naharija und riet Dreyer, sein Nachbar auf einer eigenen Parzelle Land zu werden. Dreyer folgte diesem Rat und zog nach Naharija, wo er Landwirt wurde. Er traf einige Freunde aus dem Studium wieder, darunter zwei, die jetzt als Hilfspolizisten arbeiteten. Unter ziemlich primitiven Bedingungen machte er sich an den Aufbau der Landwirtschaft, doch da diese nicht genug Ertrag abwarf, musste er zusätzlich als Tagelöhner arbeiten, um seinen Lebensunterhalt zu sichern.

„Im Laufe der Jahre 1937-41 arbeitete ich tageweise als Bauarbeiter, beim Straßenbau, als Turn- und Aushilfslehrer in der Schule, als Lebensretter am Badestrand, beim Milchausfahren für Nachbar Strauss und schließlich mit dem Pferd, an dem ich mit einem Viertel beteiligt war, bei Pflug- und Transportarbeiten.
All dies neben Gemüsebau, Pflege und Wässern der Obstbäume, Pflege und Melken der Ziegen und Halten einiger Hühner, Enten und Kaninchen. Dazu kamen häufige Nachtwachen und Arbeit beim Bau des Zaunes um Nahariah, wegen der neu aufgeflammten Unruhen.“

Nach dem Beginn des Zweiten Weltkriegs wollte sich Dreyer freiwillig zur Britischen Armee melden, fand jedoch keine Verwendung. 1940 wurde er Vater eines Sohnes, und 1941 bewog ihn ein örtlicher Kommandeur der Hagana, Kurse in Erster Hilfe zu geben. Damit begann sein Wiedereinstieg in den medizinischen Beruf. Ab November 1941 arbeitete er als Arzt, zunächst für eine Baufirma, dann für die Hagana und schließlich für die im Mai 1941 gegründete Palmach. Zwei Jahre lang, von 1942 bis 1944, leitete Dreyer den medizinischen Dienst der Palmach und war vor allem für die Ausbildung von Sanitätern zuständig. Dies war auch die Zeit der Trennung von Ilse Dreyer, seiner ersten Frau.
Nach dem Ende des Zweiten Weltkriegs und einer einjährigen Fortbildung am Krankenhaus in Afula (בֵּית חוֹלִים הָעֵמֶק-עֲפוּלָה Bejt Chōlīm haʿEmeq – ʿAfūlah); heute (מֶרְכָּז רְפוּאִי הָעֵמֶק Merkaz Rəfūʾī haʿEmeq) arbeitete Klaus Dreyer für die Kuppat Cholim Clalit (hebräisch קֻפַּת חוֹלִים כְּלָלִית, die von der Histadrut gegründete Krankenkasse), der das Spital gehört. Nach einigen Vertretungsjobs wurde er verantwortlich für die medizinische Versorgung im Bezirk Safed (einem Subdistrikt der Distrikte im Mandatsgebiet) und die Betreuung des kasseneigenen Erholungsheims „Beit Bussel“. Er absolvierte weitere medizinische Fortbildungskurse und verkaufte die Farm in Naharija, um sich eine Parzelle am Meer zu kaufen. Hierher zog auch seine Mutter, die 1946 mit dem Schiff in Haifa eingetroffen war. In Afula hatte er auch seine später zweite Frau kennengelernt, Hannah Goldschmidt (* 6. März 1921 in Frankfurt am Main – † 2009), die hier als Schwester und Hebamme arbeitete.
Der Beginn des Bürgerkriegs im Mandatsgebiet führte dazu, dass Klaus Dreyer im Herbst 1947 erneut in den Dienst der Hagana trat. Dies war auch die Zeit, in der er den Namen Jaʿakov Dror annahm. Laut Lucie Schachne war er von 1948 bis 1949 als Oberarzt an verschiedenen Kriegsfronten eingesetzt. Er baute zunächst eine Schule für Sanitäter auf, heiratete im Januar 1948 Hanna Goldschmidt, wurde im März 1948 Chefarzt der Palmach und nach deren Auflösung im Oktober 1948 Chefarzt der israelischen Streitkräfte an der Südfront unter Jigʾal Allon. Inzwischen  Im gleichen Jahr profitierte er von der staatlichen Zwangsverwaltung der zurückgelassenen Habe geflüchteter arabischer Palästinenser. Mit dem Gesetz über die Habe Abwesender, das die Knesset am 20. März 1950 beschloss, wurde die 1948/1949 einstweilen beschlagnahmte Habe jener Araber, die während der bewaffneten Konflikte ihre Häuser und gegebenenfalls Ländereien verlassen hatten, entschädigungslos enteignet, einerlei ob die Abwesenden zum Stichtag im Exil oder als Binnenflüchtlinge andernorts in Israel Zuflucht gefunden hatten. Er erhielt „von der ‚Verwaltung verlassenen feindlichen Besitzes‘ eine schöne, ehemals arabische Wohnung am Carmel-Abhang zur Miete […], mit Aussicht auf den Hafen, die Bai und Westgaliläa“. Im November 1948 wurde er Chefarzt für die israelische Nordfront, und im Dezember wurde er Vater einer Tochter (Daniela). Im Oktober 1949 beendete Jaʿaqov Dror seinen aktiven Militärdienst.
Nach der Gründung Israels (14. Mai 1948) kehrte Dror 1950 in die Zentrale der Kuppat Cholim Clalit in Tel Aviv zurück. Im Februar 1951 wurde er Vater eines weiteren Sohnes (Gabriel). In dieser Zeit begann er sich für „Arbeitsmedizin zu interessieren, ein Fach, das in Israel nicht entwickelt war“, und im November 1951 konnte er für ein Jahr zum Studium der Arbeitsmedizin in die USA reisen. Nach seiner Rückkehr wurde ihm 1952 von der Kuppat Cholim Clalit der Aufbau des Fachbereichs Arbeitsmedizin für ganz Israel übertragen. Parallel dazu leitete er selbst den arbeitsmedizinischen Dienst der Krankenkasse für Haifa und Nordisrael. Seit 1954 war er regelmäßiger Teilnehmer des alle drei Jahre stattfindenden Internationalen arbeitsmedizinischen Kongresses. 1952 wurde er Vater eines dritten Sohnes.
Als Angehöriger der militärischen Reserve nahm er 1956 am Sinai-Feldzug teil. Im Jahre 1957 besuchte er erstmals wieder Deutschland, unter anderem auch seine Geburtsstadt Köln.

„Meine Gefühle dabei blieben im Grunde die des verletzten Schmerzes. Ich suchte nie alte Bekannte, Mitschüler etc. auf und meine Erwartung, sie könnten mich suchen, wurde enttäuscht. Selbst bei einem Besuch in der Abteilung für Arbeitsmedizin an der Universität Köln gab ich nicht zu erkennen, daß ich 1932/33 von eben dieser Universität graduiert wurde.“

Im Jahre 1959 übersiedelte die Familie, zu der auch die beiden Mütter gehörten, nach Ramat Gan in die Nähe seines Arbeitsplatzes in Tel Aviv. Wann genau er seine akademische Karriere als Arbeitsmediziner startete, ist nicht genau zu sagen. Er selbst schreibt: „Mit der Gründung der medizinischen Fakultät der Universität Tel Aviv [1964] wurde ich an ihr der Vertreter der Arbeitsmedizin, nachdem ich das Fach schon vorher an der Fakultät in Jerusalem sowie auch in nicht-akademischen Kursen für Schwestern, Arbeits- und Sicherheitsingenieure und andere gelehrt hatte.“ Ab 1972 war er Professor für Präventivmedizin/Arbeitsmedizin und Leiter des von ihm gegründeten Instituts für Arbeitsmedizin an der Universität Tel Aviv. Nach seiner Emeritierung 1979 blieb er als arbeitsmedizinischer Experte dem israelischen Arbeitsministerium verbunden, bevor er sich 1989 endgültig aus dem Berufsleben zurückzog.
Dror behauptete von sich selber, innenpolitisch nie aktiv gewesen zu sein. Er bekennt sich dazu, dass Israel mit seinen Nachbarn normal und in Frieden zusammenleben müsse und keine Minoritäten beherrschen dürfe. Vor dem Hintergrund von Sechstagekrieg (1967) und Jom-Kippur-Krieg (1973), die entgegen seiner Friedenssehnsucht von der gefährlichen arabischen Bedrohung Israels zeugen, konnte er in den israelisch besetzten Gebiete zumindest die Möglichkeiten für erweitertes Reisen sehen, verweigerten doch alle Nachbarstaaten Israels aus Feindschaft zum Judenstaat seinen Bürgern jedes Reisen in ihren Ländern. Diese Kriege „ließen uns erst die besetzten Gebiete und die Sinai-Halbinsel, dann Ägypten kennenlernen“.

## Schriften
- Über den Einfluss dreijähriger sportlicher Tätigkeit auf den Organismus des Jugendlichen. (Auf Grund von Messungen und Nachmessungen an Rasenspiele und Leichtathletik betreibenden jugendlichen Mitgliedern eines Sportvereins.). Paffenholz, Köln 1932, (Medizinische Dissertation vom 22. Dezember 1932).
- Vom Medizinstudenten über die Landwirtschaft zum Professor der Medizin. In: Schlomo Erʾel sel. A. (Hrsg.): Jeckes Erzählen. Aus dem Leben deutschsprachiger Einwanderer in Israel. LIT Verlag, Wien 2004, ISBN 3-8258-7589-X, S. 98–109. Der Text wurde 1992 verfasst.

## Nachlass
- Der Nachlass von Klaus Dreyer/Jaʿaqov Dror befindet sich im Archiv des Museums des Deutschsprachigen Judentums Tefen (G.F. 0063). Dazu gehört laut Kreppel auch der komplette Briefwechsel zwischen Hannah und Jaʿaqov Dror aus dem Jahre 1948. „Er liefert einen internen alltagsgeschichtlichen Einblick in die Belagerungsmonate Nahariyyas zwischen Teilungsbeschluss der UNO am 27. November 1947 und Unabhängigkeitserklärung Israels am 15. Mai 1948.“[8]